# 1-十三烷醇
1-十三烷醇是一种有机化合物，化学式为C13H28O。它可由十三酸在催化下经氢气还原制得。在三苯基磷、咪唑存在下，它和碘反应，可以得到1-碘十三烷。吡啶氯铬酸盐可以将其氧化为1-十三醛。它和甲磺酰氯反应，可以得到甲磺酸十三烷基酯。